# Esa-Pekka Salonen
Esa-Pekka Salonen (* 30. června 1958 Helsinky) je finský dirigent a hudební skladatel. V současnosti je šéfdirigentem a uměleckým ředitelem Philharmonia Orchestra v Londýně a uměleckým ředitelem Baltského festivalu, který roku 2003 zakládal. Působí nadále jako hostující dirigent u Los Angeles Philharmonic, kde byl šéfdirigentem v letech 1992-2009. Je tzv. rezidenčním skladatelem pro Newyorskou filharmonii a jako hostující dirigent řídí orchestr Finské národní opery. Po dobu 11 let byl šéfdirigentem Švédského rozhlasového symfonického orchestru.

## Hudební kariéra
Vystudoval hru na lesní roh a skladbu na Sibeliově akademii v Helsinkách; jeho spolužákem byl skladatel Magnus Lindberg, s nímž vytvořil uměleckou skupinu Korvat auki („Otevřené uši“) a orchestr Toimii.
Dirigentsky debutoval v roce 1979 s orchestrem Finského rozhlasu. Roku 1983 se stal dirigentem londýnského tělesa Philharmonia Orchestra, nejdřív jako zastupující dirigent, v letech 1985–1994 regulérně a od roku 2008 coby šéfdirigent. V období 1984–1995 byl zároveň dirigentem orchestru švédského rozhlasu. V letech 1992–2009 dirigoval a vedl Los Angeles Philharmonic (Losangeleskou filharmonii), s níž nastudoval 54 nových děl a absolvoval 973 koncertů.

## Osobní život a ocenění
Salonen a jeho manželka Jane Price, která je bývalou členkou londýnského Philharmonia Orchestra, mají spolu tři děti, dcery Ellu Aneiru a Anju Sofii a syna Olivera.
V dubnu 2010 byl Salonen zvolen zahraničním čestným členem Americké akademie umění a věd (American Academy of Arts and Sciences). V květnu 2010 obdržel Salonen čestný doktorát od University of Southern California.
Roku 2014 vystupoval v reklamě firmy Apple na iPad Air.